# Akai MPC

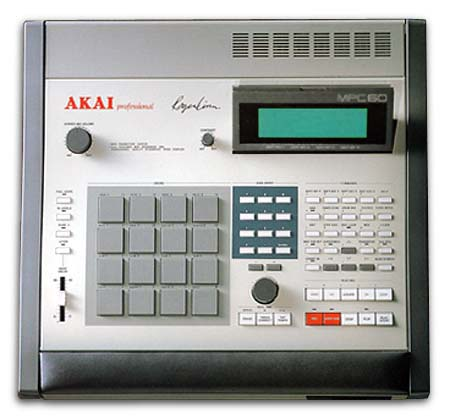
AKAI MPC60

Akai MPC è il nome di una serie di workstation prodotte dalla Akai. Gli Akai MPC fungono al contempo da campionatore e sequencer e presentano dei pad (grandi pulsanti in gomma) in grado di produrre dei suoni quando vengono toccati.

## Storia
Gli Akai MPC vennero progettati dall'Akai in collaborazione con l'ingegnere Roger Linn e lanciati nel 1988. Stando a Linn, avrebbe fatto «la cosa giusta» a collaborare con la Akai perché essa «aveva bisogno di un designer creativo con delle idee. Non volevo mettermi a vendere dei prodotti, darmi al marketing, alla finanza o alla produzione aziendale, tutte cose in cui la Akai era molto brava». Linn asserì anche che l'MPC era un tentativo di "riprogettare correttamente" il Linn 9000, drum machine e campionatore lanciato nel 1984 e il cui fallimento portò alla chiusura della Linn Electronics. Linn non amava leggere i manuali di istruzioni e creò pertanto un'interfaccia intuitiva che semplificasse la produzione musicale. Gli MPC ebbero successo tra i producer di musica elettronica e hip hop. Tra coloro che dispongono di tale tecnologia vi sono, ad esempio, DJ Shadow, che si è servito di un Akai MPC60 per registrare l'influente album Endtroducing....., Kanye West e J Dilla.

## Descrizione
A differenza di altri dispositivi simili lanciati in precedenza e che presentano interruttori e pulsanti più piccoli e rigidi, l'MPC ha una griglia con grandi pad in gomma sensibili alla pressione e che possono essere suonati in modo simile a una tastiera. L'interfaccia è semplice e utilizzabile senza che sia necessario collegarla a uno studio di registrazione. Secondo Vox, «ciò che conta più di tutto (nell'MPC) è che non è un enorme pannello di missaggio fissi con tanti pulsanti che lo fa sembrare una cabina di pilotaggio di un aereo».
Se in precedenza gli artisti campionavano lunghi brani musicali, l'MPC ha permesso loro di estrarre dalle tracce sample più piccoli, assegnarli a pad separati e attivarle in modo indipendente, in modo simile a quando si suona uno strumento tradizionale come una tastiera o una batteria. I ritmi possono essere costruiti non solo da campioni di percussioni ma da qualsiasi suono registrato, come, ad esempio, fiati o sintetizzatori.
I modelli MPC60 consentono di riprodurre campionamenti della durata massima di 13 secondi in quanto, quando iniziarono a essere costruiti, era costono produrre dei macchinari con molto spazio di memoria e Linn si aspettava che gli acquirenti avrebbero utilizzato la macchina principalmente per creare dei ritmi; non si aspettava che sarebbero invece stati usati per riprodurre dei lunghi loop. Le funzioni vengono selezionate e i campioni modificati con due manopole. I pulsanti rossi "registra" e "sovra-incisione" vengono utilizzati per salvare o riprodurre in loop i ritmi. L'MPC60 ha uno schermo LCD e viene fornito con floppy disk con suoni e strumenti.